# Príncep de Mèxic
El Principat de Mèxic fou el títol atorgat als parents, descendents i hereus de l'emperador Agustí I de Mèxic, a partir del 22 de juny de 1822.

## Fundació
El Sobirà Congrés Mexicà Constituent decreta el 22 de juny de 1822, la qual cosa segueix;
1. La monarquia mexicana, a més de ser moderada i constitucional, és també hereditària.
2. De consegüent, la nació crida a la successió de la corona per mort de l'actual emperador, al seu fill primogènit el senyor Don Agustín Jerónimo de Iturbide. La constitució de l'imperi fixarà l'ordre del seu succeir a la corona.
3. El príncep hereu es denominarà Príncep Imperial i tindrà el tractament d'Altesa Imperial.
4. Els fills o filles legítims de S.M.I. es diran Prínceps Mexicans i tindran el tractament d'Altesa.
5. Al Senyor Don José Joaquín de Iturbide y Arreguí, Pare de S.M. I, se li condecora amb el títol de Príncep de la Unió i el tractament d'Altesa, durant la seva vida.

Igualment es concedeix el títol de Princesa de Iturbide i tractament d'Altesa, durant la seva vida, a la senyora Donya María Nicolasa de Iturbide y Arámburu, germana de l'Emperador.

## Llista dels prínceps

Escut d'armes

- 1822 — 1825 : José Joaquín de Iturbide y Arreguí
- 1822 — 1840 : María Nicolasa de Iturbide y Arámburu
- 1822 — 1866 : Agustín Jerónimo de Iturbide y Huarte
- 1863 — 1925 : Agustín de Iturbide y Green
- 1849 — 1895 : Salvador Agustín Francisco de Paula de Iturbide y Marzán
- 1872 — 1949 : María Josefa Sofia de Iturbide y Mikos de Tarrodhazá
- 1909 — 1997 : Maria Anna Whilelmina Adolphina de Tunkl-Iturbide
- 1944 — : Maximiliano Gustav Richard Albrecht Agustin von Götzen-Iturbide